# 2 Gwardyjska Dywizja Strzelecka
2 Gwardyjska Dywizja Strzelecka (ros. 2-я гвардейская стрелковая дивизия) – związek taktyczny (dywizja) Armii Czerwonej.

## Historia
Decyzją Ludowego Komisarza Obrony №308, 127 Dywizja Strzelecka za zasługi w bitwie pod Smoleńskiem otrzymała miano gwardyjskiej, jako 2 Gwardyjska Dywizja Strzelecka.
28 stycznia 1942 komisarz M. P. Małanin w imieniu Rady Najwyższej ZSRR przekazał żołnierzom 2GwDS Sztandar Gwardii. Następnego dnia dywizja została skierowana pod Rostów nad Donem. Wobec niemieckiej operacji Fall Blau broniła Nalczyku i Piatigorska, walcząc nad rzeką Baksan. Po przejściu do kontrofensywy, w 1943 odbiła Jessentuki i Czerkiesk. Wzięła udział w ofensywie na półwysep tamański, za co zyskała honorowy tytuł dywizji tamańskiej, oraz w desancie na Krym wyładowana na północ od miasta Kercz przez marynarzy Flotylli Azowskiej.
W maju 1944 włączona w skład 2 Gwardyjskiej Armii pod Dorogobużem. Wzięła udział w Operacji „Bagration” (białoruskiej) uderzając na kierunku litewskim. Do kwietnia 1945 angażowała się w starcia z niemieckimi jednostkami na wybrzeżu bałtyckim. Wojnę zakończyła w Primorsku (lit. Žuvininkai, niem. Fischhausen).
Jesienią 1945 wycofana do Moskwy, w maju 1946 brała udział w defiladzie na placu Czerwonym .

### Dowódcy
2GwDS dowodzili kolejno:
| Nazwisko, imię                    | Ranga         | Okres                   |
| --------------------------------- | ------------- | ----------------------- |
| Akimienko, Adrian Zacharowicz     | pułkownik     | 18.09.1941 — 13.02.1942 |
| Niewierow, Konstantin Pawłowicz   | pułkownik     | 14.02.1942 — 14.08.1942 |
| Zacharow, Fiodor Wasiljewicz      | generał major | 15.08.1942 — 13.10.1943 |
| Turczinski, Adam Pietrowicz       | generał major | 14.10.1943 — 24.03.1944 |
| Samochwałow, Nikita Siergiejewicz | pułkownik     | 25.03.1944 — 10.02.1945 |
| Maksimowicz, Iosif Antonowicz     | generał major | 11.02.1945 — 05.1945    |
| Gogolicyn, Gieorgij Aleksiejewicz | generał major | 10.1945 — 04.1946       |
| Michajłow, Dienis Wasiljewicz     | generał major | 04.1946 — 02.1947       |
| Komarow, Władimir Nikołajewicz    | generał major | 02.1947 — 1950          |